# Stimmkreis München-Moosach

Stimmkreise in München (seit 2018)

Der Stimmkreis München-Moosach (Stimmkreis 105) ist ein bayerischer Stimmkreis.
Er besteht aus dem Münchener Stadtbezirken Moosach (Stadtbezirk 10) und Feldmoching-Hasenbergl (Stadtbezirk 24) sowie aus Teilen der angrenzenden Bezirke. Bei der Landtagswahl 2018 waren im Stimmkreis 96.621 Einwohner wahlberechtigt.
Bis zur Landtagswahl 2013 bestand er aus den Stadtbezirken 10 und 24 sowie den Stadtbezirksvierteln 9.21 bis 9.29 des Bezirks Neuhausen-Nymphenburg sowie im Bezirk Laim den Stadtbezirksvierteln 25.11 bis 25.15 und 25.24 sowie den nicht zum Stimmkreis 106 München-Pasing gehörenden Teilen der Stadtbezirksviertel 25.21, 25.23 und 25.28.
Seit der Landtagswahl 2018 besteht er aus den Stadtbezirken 10 und 24 sowie den Stadtbezirksvierteln 9.11 bis 9.17 und 9.21 bis 9.29 des Bezirks Neuhausen-Nymphenburg.

## Landtagswahl 2023
Zur Landtagswahl 2023 traten folgende Parteien und Direktkandidaten im Stimmkreis München-Moosach an und erzielten folgende Ergebnisse:
| Nr. | Direktkandidat     | Partei           | Erststimmen in % | Gesamtstimmen in % |
| --- | ------------------ | ---------------- | ---------------- | ------------------ |
| 1   | Alexander Dietrich | CSU              | 32,0             | 31,3               |
| 2   | Benjamin Adjei     | GRÜNE            | 26,8             | 26,6               |
| 3   | Linus Springer     | Freie Wähler     | 7,9              | 8,2                |
| 4   | Andreas Reuter     | AfD              | 8,7              | 8,6                |
| 5   | Diana Stachowitz   | SPD              | 12,1             | 11,9               |
| 6   | Felix Meyer        | FDP              | 4,7              | 5,0                |
| 7   | Achim Seger        | DIE LINKE        | 1,7              | 1,7                |
| 8   | Hubert Dorn        | BP               | 0,6              | 0,6                |
| 9   | Veronika Kahl      | ÖDP              | 1,7              | 1,7                |
| 10  | Sabrina Werner     | Die PARTEI       | 1,1              | 1,1                |
| 11  | Michael Krämer     | Tierschutzpartei | 1,0              | 1,1                |
| 12  | Felicitas Koch     | V-Partei³        | 0,1              | 0,2                |
| 13  | -                  | PdH              | -                | 0,2                |
| 14  | Leander Hartmann   | dieBasis         | 0,6              | 0,6                |
| 15  | Mika Schielein     | Volt             | 1,0              | 1,1                |

## Landtagswahl 2018
Bei der Landtagswahl 2018 errang Benjamin Adjei (Grüne) zunächst mit nur 88 Stimmen Vorsprung vor Mechthilde Wittmann (CSU) das Direktmandat. Neben Adjei wurden die SPD-Kandidatin Diana Stachowitz und der FDP-Kandidat Albert Duin über die Bezirkslisten ihrer Parteien in den Landtag gewählt. Wittmann hingegen, die 2013 im Stimmkreis München-Milbertshofen angetreten war, aber das Direktmandat auch damals nicht gewann und über Liste in den Landtag einzog, verlor auch das Duell in Moosach. Da es am Wahlabend in München zu diversen Pannen bei der Auszählung gekommen war, beschloss der Stimmkreisausschuss den Stimmbezirk München-Moosach neu auszuzählen. Damit schwand der Vorsprung von Adjei auf 63 Erststimmen, änderte aber nichts am Erstmandatsgewinner des Stimmkreises
Das Ergebnis nach dem amtlichen Endergebnis sieht wie folgt aus:
| Direktkandidat      | Partei               | Erststimmen in % | Gesamtstimmen in % |
| ------------------- | -------------------- | ---------------- | ------------------ |
| Mechthilde Wittmann | CSU                  | 26,1             | 26,4               |
| Diana Stachowitz    | SPD                  | 14,9             | 13,8               |
| Lilian Edenhofer    | Freie Wähler         | 6,7              | 6,8                |
| Benjamin Adjei      | GRÜNE                | 26,2             | 26,9               |
| Albert Duin         | FDP                  | 7,9              | 7,9                |
| Tony Guerra         | LINKE                | 4,2              | 4,3                |
| Michael Groß        | AfD                  | 8,2              | 8,0                |
| Veronika Kahl       | ÖDP                  | 2,1              | 2,0                |
| Stephan Mannseicher | BP                   | 1,3              | 1,3                |
| Arnold Schiller     | PIRATEN              | 0,6              | 0,6                |
| Bernhard Schwarz    | Tierschutzpartei     | 0,8              | 0,8                |
| Alexander Pschigoda | Die Partei           | 0,5              | 0,5                |
| Dietmar Hölscher    | mut                  | 0,4              | 0,5                |
| Susanne Preisinger  | V-Partei³            | 0,2              | 0,2                |
| –                   | Die Humanisten       | –                | 0,1                |
| –                   | Gesundheitsforschung | –                | 0,0                |
| –                   | LKR                  | –                | 0,0                |

## Frühere Wahlen

### Landtagswahl 2013
Bei der Landtagswahl am 15. September 2013 waren im Stimmkreis München-Moosach 98.696 Einwohner wahlberechtigt. Die Wahlbeteiligung lag bei 59,8 %. Die Wahl hatte folgendes Ergebnis:
| Direktkandidat      | Partei       | Erststimmen in % | Gesamtstimmen in % | Veränderung der Gesamtstimmen im Vergleich zur Landtagswahl 2008 in % |
| ------------------- | ------------ | ---------------- | ------------------ | --------------------------------------------------------------------- |
| Joachim Unterländer | CSU          | 39,5             | 39,9               | + 5,6                                                                 |
| Diana Stachowitz    | SPD          | 31,7             | 32,7               | + 2,7                                                                 |
| Helmut Tauscher     | Freie Wähler | 4,9              | 4,5                | - 0,4                                                                 |
| Heidi Schiller      | GRÜNE        | 9,2              | 8,9                | - 0,5                                                                 |
| Andreas Siebel      | FDP          | 4,6              | 4,8                | - 7,2                                                                 |
| Hans Sedlmaier      | LINKE        | 2,6              | 2,4                | - 2,8                                                                 |
| Bernd Louisoder     | ÖDP          | 1,7              | 1,7                | + 0,5                                                                 |
| Johann Schmaus      | REP          | 1,0              | 0,9                | + 0,1                                                                 |
| Hubert Dorn         | BP           | 2,6              | 2,2                | + 0,6                                                                 |
| Arnold Schiller     | PIRATEN      | 2,3              | 2,1                | + 2,1                                                                 |
| -                   | BüSo         | -                | 0,0                | - 0,0                                                                 |
| -                   | DIE FREIHEIT | -                | 0,2                | -                                                                     |

### Landtagswahl 2008
Bei der Landtagswahl 2008 waren im Stimmkreis 95.254 Einwohner wahlberechtigt. Die Wahlbeteiligung lag bei 54,8 %. Die Wahl hatte folgendes Ergebnis:
| Direktkandidat       | Partei       | Erststimmen in % | Gesamtstimmen in % | Veränderung der Gesamtstimmen im Vergleich zur Landtagswahl 2003 in % |
| -------------------- | ------------ | ---------------- | ------------------ | --------------------------------------------------------------------- |
| Joachim Unterländer  | CSU          | 37,0             | 36,4               | - 17,7                                                                |
| Diana Stachowitz     | SPD          | 27,2             | 26,8               | - 0,4                                                                 |
| Martin Schmid        | GRÜNE        | 10,9             | 12,2               | + 2,1                                                                 |
| Karl Hilz            | Freie Wähler | 4,3              | 4,2                | + 3,1                                                                 |
| Johannes Hohenthaner | FDP          | 12,0             | 12,0               | + 8,3                                                                 |
| Anneliese Näher      | REP          | 0,6              | 0,5                | - 0,4                                                                 |
| Mechthild von Walter | ödp          | 1,6              | 1,3                | - 0,1                                                                 |
| Günter Scherm        | BP           | 1,6              | 1,5                | + 0,8                                                                 |
| -                    | BüSo         | -                | 0,0                | - 0,1                                                                 |
| -                    | BB           | -                | -                  | 0,0                                                                   |
| Oliver Steyr         | LINKE        | 4,3              | 4,2                | + 4,2                                                                 |
| -                    | VIOLETTE     | -                | 0,1                | + 0,1                                                                 |
| Patrick Bernstein    | NPD          | 0,6              | 0,6                | + 0,6                                                                 |
| -                    | RRP          | -                | -                  | -                                                                     |

### Landtagswahl 2003
Bei der Wahl am 21. September 2003 errang Joachim Unterländer (CSU) das Direktmandat im Stimmkreis 105 mit 52,9 Prozent der Erststimmen. Nächstplatzierter war der SPD-Direktkandidat Rainer Volkmann mit 29,4 Prozent der Erststimmen. Bei den Gesamtstimmen des Stimmkreises (Erst- und Zweitstimmen zusammen) erreichte die CSU 53,6 Prozent, die SPD 29,3 Prozent, Grüne 8,7 Prozent und die FDP 3,3 Prozent.

### Landtagswahl 1998
Bei der Landtagswahl 1998 erzielte die CSU im Stimmkreis 49,9 Prozent der Gesamtstimmen (Erst- und Zweitstimmen zusammen), die SPD 33,0 Prozent, Grüne 6,7 Prozent und die FDP 1,7 Prozent.